# Априлово (Старозагорская область)
Априлово (болг. Априлово) — село в Болгарии. Находится в Старозагорской области, входит в общину Гылыбово. Население составляет 335 человек.

## Политическая ситуация
В местном кметстве Априлово, в состав которого входит Априлово, должность кмета (старосты) исполняет Иван Георгиев Желязков (партия Болгарских социал-демократов (ПДСД)) по результатам выборов.
Кмет (мэр) общины Гылыбово — Николай Тонев Колев (инициативный комитет) по результатам выборов.

## Известные уроженцы
- Енё Тодоров (р. 1943) — борец, чемпион Европы, призёр Олимпийских игр